# Quartet (film 2012)
Quartet è un film del 2012 diretto da Dustin Hoffman. È la trasposizione cinematografica di una pièce teatrale di Ronald Harwood, che è stato lo sceneggiatore di questo film.
Il film segna il debutto alla regia di Dustin Hoffman all'età di 75 anni.

## Trama
Beecham House è una casa di riposo per musicisti e cantanti lirici in pensione. Ogni anno, il 10 ottobre, i suoi ospiti organizzano un concerto per festeggiare il compleanno di Giuseppe Verdi, oltre che per sostenere economicamente Beecham House ed evitarne la chiusura. Tutti lavorano alacremente, in particolare Cecily, Reggie e Wilfred (rispettivamente un mezzosoprano, un  tenore e un baritono), un tempo vecchi amici e membri dello stesso quartetto.
L'equilibrio tra i tre si rompe quando Jean Horton, un soprano ed ex-diva della musica lirica, arriva nella casa. La donna, ex moglie di Reggie, si comporta ancora come una diva e si rifiuta di cantare; Reggie, nonostante sia molto riservato, è ancora innamorato di Jean, la quale - dal canto suo - porta dentro di sé il rammarico da tutta la vita di essere stata infedele, compromettendo tutta la sua vita sentimentale. La tensione tra i due ex coniugi è palpabile sin dall'inizio.
Cecily e Wilfred sono però intenzionati a riunire il vecchio quartetto, così cercano di convincere Jean a cantare il quartetto "Bella figlia dell'amore" del Rigoletto nello spettacolo del 10 ottobre.
I piani tuttavia vanno a vuoto, e anzi Jean si sente tradita e ingannata dai suoi vecchi amici, incrinando ancora di più i rapporti.
Durante uno dei tentativi di Cecily di convincere la sua amica, Jean la colpisce con un mazzo di fiori, causandole un attacco di nervi: Cecily è infatti soggetta a una latente demenza senile.
Jean si sente in colpa per quello che è accaduto; dopo aver parlato con un suo vecchio amico, ormai costretto all'immobilità dopo una lunga malattia, si rende conto di desiderare ancora cantare finché le forze glielo permettono; così dà finalmente il suo assenso e i quattro possono iniziare le prove.
La preparazione del Quartetto si svolge tra molte difficoltà, dovute alla mancanza di esercizio di Jean ma anche alla malattia di Cecily e alla decadenza fisica di Reggie e Wilfred; tuttavia la sera del concerto il quartetto va in scena con grande successo; Reggie e Jean hanno inoltre l'occasione di chiarire finalmente i loro dissapori, e ciò rappresenterà un nuovo inizio per la loro tormentata storia d'amore.

## Produzione

### Riprese
La pellicola viene girata in Gran Bretagna, nella cittadina di Taplow nell'autunno 2011. Il cast del film è composto quasi interamente da veri musicisti in pensione, le cui foto ai tempi della loro carriera sono mostrate durante i titoli di coda.
I quattro attori principali non sono cantanti professionisti, ma per questo film avevano preso lezioni di canto lirico e la scena del quartetto è stata effettivamente girata con le loro voci reali, ma poi è stata tagliata in fase di montaggio.

## Distribuzione
La prima clip tratta del film viene pubblicata l'11 settembre 2012.
Il film viene presentato al Toronto International Film Festival il 9 settembre 2012.
È stato il film d'apertura, in prima italiana il 23 novembre 2012, alla trentesima edizione del Torino Film Festival.
La pellicola viene distribuita in anteprima nelle sale cinematografiche di Nuova Zelanda il 20 dicembre 2012 ed Australia il 26 dicembre, in copie limitate negli Stati Uniti d'America dal 28 dicembre ed in versione definitiva e classica in Gran Bretagna e Stati Uniti dal 4 gennaio 2013. In Italia è uscito il 14 gennaio 2013.

## Riconoscimenti
- 2012 - National Board of Review of Motion Pictures
  - Migliori dieci film indipendenti